# Louis VI de Wurtemberg
Pour les articles homonymes, voir Louis VI et Louis de Wurtemberg.
Louis VI de Wurtemberg né le 1er janvier 1554 et décédé le 18 août 1593 est le fils unique de Christophe de Wurtemberg et d'Anne-Marie de Brandebourg-Ansbach, auquel il succéda comme duc de Wurtemberg en 1568.
Il prit une part active à de nombreuses affaires de gouvernement, dont la régence du margraviat de Bade-Durlach entre 1577 et 1584, puis celle du Palatinat (1583-1592) avec Jean-Casimir.
À son décès, son cousin Frédéric Ier de Wurtemberg, comte de Montbéliard, lui succéda comme duc de Wurtemberg.

## Unions
Louis VI de Wurtemberg épouse d'abord  le 7 novembre 1575 Dorothée Ursula de Bade-Durlach (née le 20 juin 1559 - † 19 mai 1583), fille de Charles II de Bade-Durlach puis en 1585 Ursula de Palatinat-Veldenz-Lützelstein fille de Georges-Jean de Veldenz. Ils n'eut pas d'héritier mâle.